# Jon Gaztañaga
Jon Gaztañaga Arrospide (Andoain, 28 juni 1991) is een Spaans voetballer die bij voorkeur als defensieve middenvelder speelt. Hij speelt bij Real Sociedad, waar hij doorstroomde vanuit de eigen jeugdopleiding.

## Clubcarrière
Gaztañaga werd geboren in Andoain en komt uit de jeugdacademie van Real Sociedad. Hij speelde 146 competitiewedstrijden voor Real Sociedad B, waarmee hij in de Tercera División en de Segunda División B uitkwam. Op 18 augustus 2013 debuteerde hij in de Primera División als invaller voor Gorka Elustondo tegen Getafe CF. Op 10 december 2013 debuteerde hij in de Champions League tegen Bayer Leverkusen als invaller voor Mikel González. Begin 2014 werd zijn contract verlengd tot 2016.
1 Remiro ·
2 Odriozola ·
3 Muñoz ·
4 Zubimendi ·
5 Zubeldia ·
6 Elustondo ·
7 Barrenetxea ·
8 Zacharjan ·
9 Óskarsson ·
10 Oyarzabal  ·
11 Becker ·
12 López ·
13 Marrero ·
14 Kubo ·
16 González de Zarate ·
16 Olasagasti ·
17 Gómez · 
18 Traoré · 
19 Sadiq ·
20 Pacheco ·
21 Aguerd ·
22 Turrientes ·
23 Méndez ·
24 Sučić ·
25 Magunazelaia ·
26 Aramburu ·
28 Marín ·
Coach: Alguacil
· Assistent-coach: Ansotegi